# 借り物競走
借り物競走（かりものきょうそう）は、主に運動会で行われる競技の一つ。通常の徒競走と違い、走者は指定された品物を友人や観客から借り、それを持ってゴールする。

## 競技
通常の徒競走と同じようにスタートし、コースの途中に置かれた紙を拾い、そこに指示された品物を借りてくる。単独で行なうほかに、障害物競走の課題の1つとして行なうこともある。
進行をスムーズにするために課題となる品物としては、
1. 多くの人が持っているもの
2. 比較的軽く、持ち運びやすいもの
3. 誰もがすぐに貸してくれそうなもの
4. 壊れにくく、素手で持っても大丈夫なもの

が選ばれることが多い（例：ハンカチ･傘･帽子）。
時間の問題から、時間制限が課されたり、実施されなかったり、少人数がイベント的にすることも多い。後者の場合、得点の対象にならないこともある。

## アレンジ
- 「メガネをかけている人」など、特定の人を連れてくることが課題となる場合もある。また、それをメインに行なう場合はタイトルを「借り人競争」「借り人競走」という場合がある。
- 観客に何を借りようとしているのかよくわかるように紙に書いてある指示をマイクで言う、大きい紙を首からぶら下げるなど工夫する場合がある。